# Palaeolagus
Palaeolagus ("liebre antigua") es un género extinto de mamífero lagomorfo. Palaeolagus vivió durante la época del Oligoceno, hace entre 33 a 23 millones de años. 

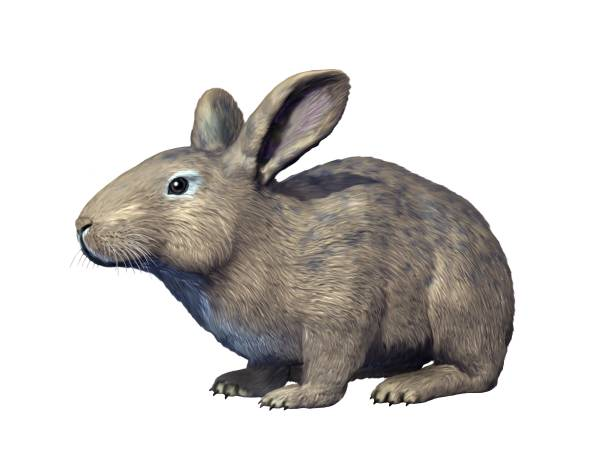
Recreación en vida de Palaeolagus haydeni.

Los más antiguos lepóridos descritos del registro fósil de América del Norte y Asia datan de finales del Eoceno hace unos 40 millones de años. La presión selectiva los llevó a convertirse en animales más rápidos y más capacitados para el salto. Otros hallazgos fósiles de Asia indican que los más primitivos precursores de Palaeolagus existieron en el Eoceno inferior; esto implica que la probable fecha de divergencia entre los lagomorfos similares a conejos y los similares a roedores debe remontarse a más de 50 millones de años atrás.

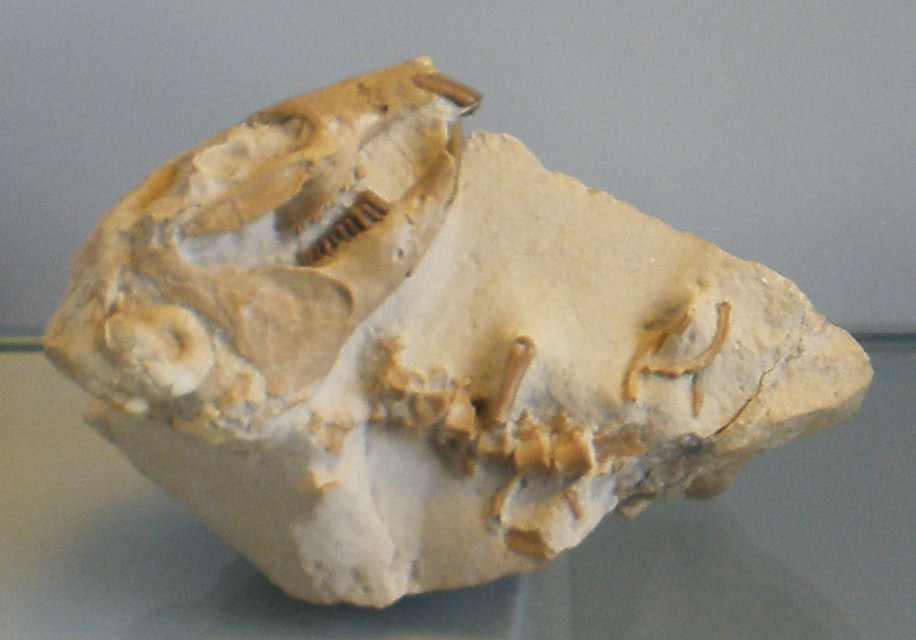
Fósil.

Este animal de aproximadamente 25 centímetros de longitud se parecía mucho a los conejos modernos. Sin embargo, sus extremidades posteriores eran más cortas que las de sus parientes modernos, lo que sugiere que eran probablemente incapaces de saltar, y pudieron en cambio moverse arrastrándose de manera similar a una ardilla de tierra. Eran herbívoros comunes habitantes de las sabanas, planicies y bosques en la América del norte de hace 30 millones de años.